# Konrad Osajda
Konrad Piotr Osajda (ur. 19 maja 1980) – polski prawnik, radca prawny, profesor nauk prawnych, nauczyciel akademicki Uniwersytetu Warszawskiego, specjalista w zakresie prawa cywilnego, członek korespondent Polskiej Akademii Nauk.

## Życiorys
Ukończył z wyróżnieniem studia prawnicze w ramach Collegium Invisibile na Wydziale Prawa i Administracji Uniwersytetu Warszawskiego (2004) oraz na Uniwersytecie w Ottawie (LL.M., 2006). W 2008 na podstawie napisanej pod kierunkiem Krzysztofa Pietrzykowskiego rozprawy pt. Ustanowienie spadkobiercy w testamencie w systemach prawnych common law i civil law: próba unifikacji instytucji otrzymał stopień naukowy doktora nauk prawnych w zakresie prawa, specjalność: prawo cywilne. Tam też w 2015 na podstawie dorobku naukowego oraz rozprawy pt. Niewypłacalność spółki z o.o. Odpowiedzialność członków zarządu wobec jej wierzycieli uzyskał stopień doktora habilitowanego nauk prawnych w zakresie prawa, specjalność: prawo cywilne. Został adiunktem, a następnie profesorem uczelni na Uniwersytecie Warszawskim. W 2021 otrzymał tytuł profesora nauk prawnych. W 2021 roku został członkiem korespondentem  Polskiej Akademii Nauk, jako najmłodsza w historii osoba z nauk społecznych i humanistycznych.
Ma uprawnienia radcy prawnego (2010). Od 2011 pracuje również w Biurze Studiów i Analiz Sądu Najwyższego. Jest sekretarzem Komitetu Nauk Prawnych PAN. Był członkiem Akademii Młodych Uczonych PAN.

## Wybrane publikacje
- Niewypłacalność spółki z o.o. Odpowiedzialność członków zarządu wobec jej wierzycieli, LexisNexis, Warszawa 2014, ISBN 978-83-278-0701-4.
- Nacjonalizacja i reprywatyzacja, Wydawnictwo C.H. Beck, Warszawa 2009, ISBN 978-83-255-0998-9.
- Ustanowienie spadkobiercy w testamencie w systemach prawnych common law i civil law. Próba unifikacji instytucji, Warszawa 2009, ISBN 978-83-255-0491-5.
- Odpowiedzialność cywilna członków zarządu za zobowiązania spółki z o.o., LexisNexis, Warszawa 2008, ISBN 978-83-7620-044-6.
- Testamenty wspólne, Wydawnictwo C.H. Beck, Warszawa 2005, ISBN 83-7387-029-6.